# Giv'at Rabi
Giv'at Rabi (hebrejsky: גבעת רבי) je vrch o nadmořské výšce 286 metrů v severním Izraeli, v Dolní Galileji.
Leží cca 4 kilometry severozápadně od centra města Nazaret. Má podobu zalesněného pahorku, na jehož jižním úbočí leží pramen Ejn Rabi (עין רבי). Dál k jihu se pak zvedá další dílčí vrch Giv'at Cefach a za ním leží město Ilut. Na severní straně vrch obtéká vádí Nachal Cipori, jež tu vede zahloubeným údolím, kterým prochází dálnice číslo 79. V tomto údolí se nachází soubor pramenů Ajanot Cipori (עיינות ציפורי). Kopec se nalézá na jihovýchodním okraji souvislého lesního komplexu Ja'ar Cipori. Na severozápadní straně pokračuje tento les na sousedním pahorku Giv'at Kusbar. Na západě od vrchu leží obec Šimšit.